# Epalchén
Epalchén es una localidad del estado mexicano de Chiapas. Es parte del municipio de Chamula.

## Demografía
| Gráfica de evolución demográfica |
|                                  |

| Censo | Población |
| ----- | --------- |
| 1960  | 169       |
| 1970  | 637       |
| 1980  | 721       |
| 1990  | 703       |
| 2000  | 595       |
| 2010  | 985       |
| 2020  | 1 076     |